# Luboniec (województwo wielkopolskie)
Luboniec – wieś w Polsce, położona w województwie wielkopolskim, w powiecie średzkim, w gminie Zaniemyśl.
| SIMC    | Nazwa | Rodzaj    |
| ------- | ----- | --------- |
| 0598339 | Huby  | część wsi |

W latach 1975–1998 wieś administracyjnie należała do województwa poznańskiego.